# Сад Финци-Контини (фильм)
«Сад Финци-Контини» (итал. Il giardino dei Finzi-Contini) — фильм Витторио Де Сика по одноимённому роману Джорджо Бассани (сценарий Чезаре Дзаваттини).

## Сюжет
Конец 1930-х годов, Феррара, Северная Италия. Муссолини ещё только начинает принимать свои законы против евреев, что заставляет многих из них спешно покидать страну. Богатая и аристократичная семья евреев Финци-Контини уверена, что эти процессы и законы её не затронут. Дети хозяев, дочь Миколь и сын Альберто, всё также продолжают развлекаться, устраивают вечеринки и играют в теннис. На одну из таких встреч приглашается бедный еврейский парень Джорджо вместе со своим другом. Он тайно влюблён в дочь хозяев и пытается за ней ухаживать, но она, зная о его чувствах, выказывает парню своё пренебрежение. Выбирая вместо Джорджо его друга Бруно, молодая девушка вместе с тем всё ещё отказывается верить в надвигающуюся опасность и возможность войны, продолжая жить согласно своим желаниям.

## В ролях
- Лино Каполиккьо — Джорджо

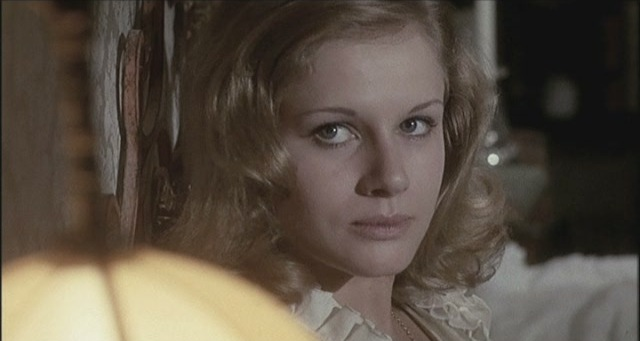
Доминик Санда в роли Миколь Финци-Контини. Кадр из фильма

- Доминик Санда — Миколь Финци-Контини
- Хельмут Бергер — Альберто Финци-Контини
- Фабио Тести — Бруно Мальнате
- Ромоло Валли — отец Джорджо
- Барбара Леонард Пилавин — мать Джорджо
- Камилло Чезареи — профессор Эрманно Финци-Контини, отец Миколь
- Эдоардо Тоньоло — директор библиотеки

## Награды
Фильм был удостоен целого ряда наград:
- Премия «Оскар» за лучший фильм на иностранном языке (1972 год),
- Премия «Давид ди Донателло» за лучший фильм,
- «Золотой медведь» Берлинского кинофестиваля,
- Гран-при ММКФ.